# Mouillure
La mouillure est un type de son correspondant à la consonne spirante palatale voisée, représenté par la lettre [j] en alphabet phonétique international et par divers graphèmes en français. Le mot mouillure contient justement une mouillure : [mujyʁ]. Il s'emploie aussi comme synonyme de palatalisation ; on parle alors de consonne mouillée pour désigner une consonne palatalisée.
Le mot appartient à une ancienne terminologie phonétique « impressionniste », d'usage traditionnel pour décrire les langues slaves en particulier.
Dans les langues slaves à alphabet latin, la notation phonétique est la même que la notation vernaculaire : joga signifie yoga et se prononce comme il s’écrit, [joga].
Diverses occurrences de la mouillure en français :
- Monogrammes
  - yeux [jø]
  - mieux [mjø]
  - iota [jota]
- Digrammes
  - gn est de plus en plus souvent prononcé [nj], bien que sa prononciation soit [ɲ]. C’est la mouillure du n.
  - le double "l", comme dans papillon [papijɔ̃].

## Mouillures dans les langues slaves
La mouillure[pas clair] est un élément essentiel de la grammaire des langues slaves. Elle se note de différentes manières :
- en polonais, la mouillure est indiquée par un i devant voyelle, par un accent aigu sur la consonne sinon, par exemple ć/ci- [tɕ]. Le polonais possède même trois niveaux de mouillures (voir écriture du polonais).
- en tchèque, la mouillure peut être induite devant les voyelles i et ě. Cette distinction affecte peu le timbre vocalique lui-même.
- en slovaque, la mouillure du n est indiquée par ň.
- en serbo-croate, la mouillure est indiquée par un j pour nj/њ et lj/љ.
- en russe, la mouillure est indiquée par la voyelle suivante :
  - а est mouillée en я
  - е reste е (anciennement, elle se mouillait en ѣ). Comme la prononciation de е en russe est devenue progressivement indifférenciée [e]/[je], la lettre э a été introduite pour noter le e dur, mais elle n'est pas en système avec е (pas d'alternance dans les déclinaisons, par exemple).
  - ы est mouillée en и, bien que la mouillure devant и ne se prononce plus. Les règles orthographiques russes imposent и au lieu de ы après к et г.
  - о est mouillée en е ou ё, en particulier suivant l'accent tonique.
  - у est mouillée en ю.
  - en l'absence de voyelle, la mouillure se note ь.

Comparer les déclinaisons de угол (angle) et уголь (charbon) :

угол  / угла / углу / углом / угле / углы / углов / углам / углами / углах

уголь / угля / углю / углём / угле / угли / углей / углям / углями / углях.
- le vieux slave possédait les doublets dure/molle suivants : а/ꙗ(ligature ıa), ѹ(у)/ю, е/ѣ, ѧ/ѩ, ѫ/ѭ. La lettre о n'avait pas de doublet mou. Ce manque se retrouve en russe (ou о alterne avec е,ё) et en bulgare et ukrainien (ou la voyelle molle est notée ьо).